# Donita Rose
Donita Rose Villarama o Donita Rose Ramos Cavett (5 de diciembre de 1974 en Utah, Estados Unidos), conocida simplemente como Donita Rose. Es una actriz y cantante ocasional filipina-estadounidense de la cadena televisiva TV Host y que formó también parte de la MTV Asia VJ. Se trasladado a la Filipinas cuando tenía cinco años. Es hija de padres filipinos, ella es la mayor de tres hermanos. Donita se trasladó después a Singapur en 2002 con su esposo, que trabajabas como TRYBE (antes conocido como Dedos-up!) Gerente de Proyecto, y que actualmente viven allí. La pareja se casó en 2001. Además tiene un hijo llamado Joshua Paul Villarama (también conocido por su alias JP), que nació sólo un año después de su migración a Singapur. Donita también es vista en la cadena televisiva de ABS-CBN, en un programa o show de entretenimiento llamado Umagang Kay Ganda.

## TV shows
- María De Jesús (ABS-CBN)
- U-Turn (UniversiTV 33)
- Umagang Kay Ganda (ABS-CBN)
- Mobile Kusina (GMA 7)
- ASAP (ABS-CBN)
- Ober Da Bakod (GMA 7)
- Manoy & Mokong (GMA 7)
- Eat Bulaga (GMA 7)
- That's Entertainment (GMA 7)

'lunch date [gma 7]
' vilma on seven [gma 7]

## Filmografía
- (1986)-Bilangguang Puso
- (1991)-Sgt. Gabo: Walang Patawad Kung Pumatay
- (1991)-Katabi Mo'y Mamaw (Seiko Films)
- (1991)-Anak ng Dagat (Pacwood Films) With Ronnie Ricketts Movietrailer Aired on ABC 5 Movies To Watch 18 Years Ago
- (1991)-Class of Students (Double M Productions)
- (1992)-Markang Bungo: The Bobby Ortega Story (Bonanza Films) With Rudy Fernández Movietrailer Aired on ABC 5 Movies To Watch 18 Years Ago
- (1992)-Working Students (Octoarts Films)
- (1992)-Alyas Hunyango (Omega Releasing Organization)
- (1992)-Alabang Girls (Viva Films)
- (1992)-Pulis ng Probinsya: Omar Abdullah (Moviestars Production)
- (1992)-Mandurugas (Viva Films)
- (1993)-Paranaque Bank Robbery: The Joselito Joseco Story (Viva Films)
- (1993)-Mario Sandoval: Kapag Ako'y Lupa (Seiko Films)
- (1993)-Lumaban Ka Itay! (Seiko Films)
- (1993)-Divine Mercy (Cine Suerte)
- (1993)-Taong Gubat (Seiko Films)
- (1994)-Ober The Bakod The Movie (Viva Films/GMA Films)
- (1994)-Ang Pagbabalik ni Pedro Penduko
- (1995)-P're Hanggang Sa Huli
- (1995)-Campus Girls
- (1995)-Ober The Bakod 2 The Movie
- (1996)-Cara Y Cruz: Walang Sinasanto
- (1996)-Sanay Mahalin Mo Rin Ako
- (1996)-Batas Ko ay Bala
- (1997)-Anak ni Boy Negro
- (1997)-Legacy
- (1998)-Birador
- (2000)-Pantalon Maong
- (2002)-Hesus Rebolusyunaryo
- (2002)-Nine Mornings
- (2002)-Lastikman
- (2013)-Sa Dulo ng Agimat (GMA Films/Regal Films/Imus Productions)